# آلبرت ۷۱۹
سیارک ۷۱۹ (به انگلیسی: 719 Albert، نامگذاری:1911MT) هفتصد و نوزدهمین سیارک کشف شده‌است که در ۳ اکتبر ۱۹۱۱ و در وین کشف شد.
قدر مطلق سیارک برابر ۱۵٫۸۰ است.